# Camponotus
Camponotus es un género de hormigas de la subfamilia Formicinae, con el tórax en arco convexo y el pedicelo formado por un solo segmento. Son un grupo ecológicamente diverso distribuido en todas las regiones del mundo.

## Ecología y distribución
Las hormigas del género Camponotus comprenden un grupo ecológico diverso, desde las conocidas "hormigas madereras" o "carpinteras", hasta algunas que consumen miel y algunas tejedoras. Están distribuidas prácticamente en todas las regiones del mundo donde hay hormigas, aunque hay mayor cantidad de especies en la región Neotropical, en especial en Norteamérica.

## Morfología e identificación
Característicamente, en la vista de lado se observa que el tórax tiene forma de arco convexo. El peciolo que poseen entre el tórax y el abdomen tiene un solo segmento o "nodo". Su cintura es pequeña. Sus antenas se doblan en un codo y se insertan lejos del borde posterior del clípeo. Las obreras son relativamente grandes, de color por lo general negro, con tintes amarronados, muchas veces con partes marrones, rojizas o casi doradas. Las reproductivas en cambio suelen ser completamente negras. Las obreras suelen tener la cabeza grande y el tórax pequeño, mientras que las aladas suelen tener la cabeza pequeña y el tórax grande. En las reproductivas (aladas), las alas de adelante son más grandes que las de atrás, las alas son de color transparente o amarronado, y no son fáciles de arrancar.
Los huevos son de color crema y de forma ovalada. Las larvas no tienen patas y tienen aspecto de gusano. Las pupas tienen aspecto de cocón firme de color tostado sedoso.

## Estructura de la colonia
La estructura de la colonia comprende: 
- Reinas: Hembras reproductivas. Tuvieron alas pero ya fueron fecundadas y se las arrancaron para formar su propia colonia, son las únicas que se reproducen dentro de la colonia una vez establecida, su única función es la de poner huevos y ser alimentadas por las obreras con las que se intercambian hormonas por trofalaxis.
- Princesas: Hembras aladas con potencial para reproducirse pero aún no fecundadas, nacidas en la colonia.
- Zánganos: Machos alados, son bastante más pequeños que las hembras. Su única función será fecundar a las hembras aladas durante el vuelo nupcial, luego de lo cual morirán fuera del nido.
- Obreras: Hembras estériles nacidas en la colonia, representan la mayor cantidad de individuos en cada colonia. Las obreras están distribuidas en castas de diferentes tamaños (en algunas especies hay tanta variabilidad en el tamaño de las obreras que es difícil determinar dónde termina una casta y empieza la siguiente).
- Soldados: Hembras estériles que se encargan de la defensa de la colonia.

## Ciclo de vida
Las princesas y los zánganos salen hacia el vuelo nupcial normalmente a principios de verano, en un día diáfano y sin viento. Es asombroso cómo las aladas de hormigueros a veces muy distantes, salen hacia el vuelo nupcial en el mismo día del año. Durante el vuelo nupcial ocurre la cópula, tras lo cual aterrizan en tierra. Los machos mueren poco después a la intemperie. Las hembras, que fueron fecundadas de por vida, se arrancan las alas y buscan un lugar donde hacer su nido. Según las especies, pueden hacer su nido dentro de la madera (lo que les dio el nombre de "hormigas carpinteras" a varias de las especies de este género), o bajo el suelo (como las "constructoras de tacurúes"). Luego de nidificar ponen sus primeros huevos, que son atendidos por la misma reina hasta que muden a los estadios de larva, pupa y finalmente obreras. Las primeras obreras de la colonia son sumamente pequeñas, en inglés se las llama "callow" (la traducción al castellano es "inmaduras", aunque no son inmaduras en realidad, solo recibieron poco alimento). Estas primeras obreras salen por primera vez del nido y buscan el alimento para alimentarse a sí mismas, a la reina y a los nuevos estadios juveniles. Las obreras regurgitan la comida y se la pasan a otras hormigas de la misma colonia por trofalaxis. También estas primeras obreras excavan las primeras galerías del nido y atienden a los juveniles de la segunda generación. Desde este momento, la reina solo se ocupará de poner huevos, actividad de la que se ocupará el resto de su vida. Las obreras nacidas posteriormente tienen de promedio un tamaño más grande que las primeras, y aunque el polimorfismo para el tamaño es muy marcado en este género, el tamaño de las obreras y la cantidad de individuos de una colonia suele ser indicador de la cantidad de alimento y la baja competencia que haya en los alrededores. Unos años después, si no hay estrés por falta de alimento, la colonia produce sus primeras aladas machos y hembras, constituyéndose en los zánganos y las princesas que darán origen a la siguiente generación de colonias.

## Hormigas carpinteras
Las hormigas carpinteras u "hormigas madereras" son especies de Camponotus que se caracterizan por hacer su nido dentro de la madera. Por eso muchas veces pueden ser confundidas con termitas. No comen madera, solo la utilizan para formar su nido, excavando más y más galerías a medida que crece la colonia. Suelen ser un problema económico por deteriorar la madera de los cercos y de las casas.

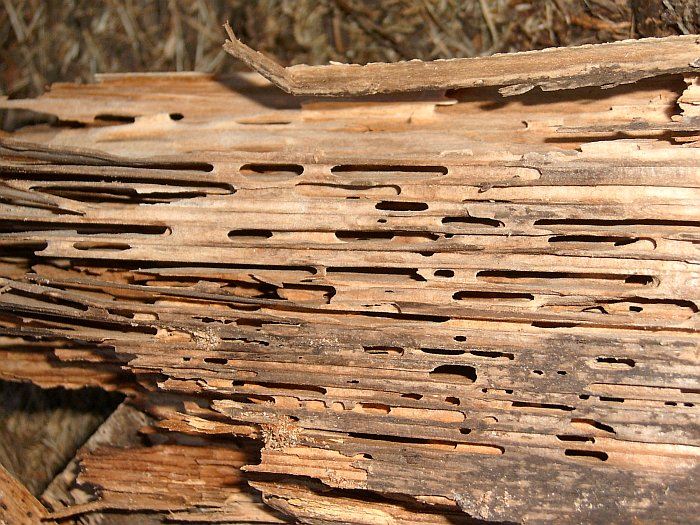
Muestra de madera deteriorada por la excavación de una colonia de "hormigas carpinteras" o "madereras"
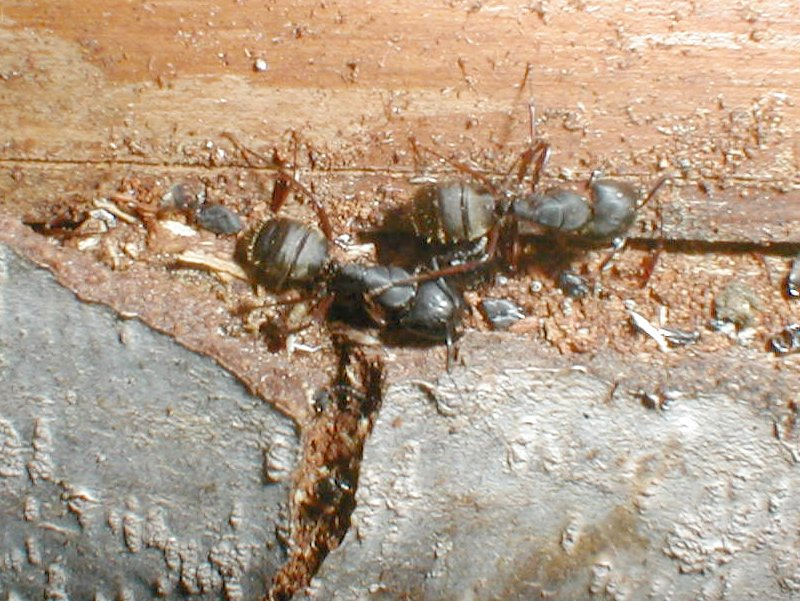
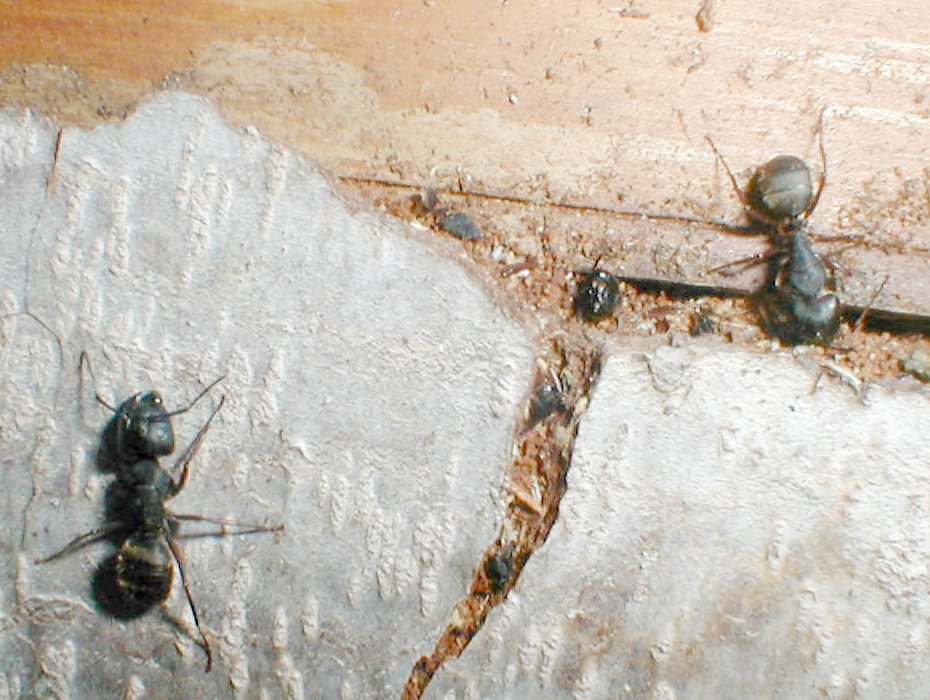
"Hormigas carpinteras" o "madereras" construyendo su nido en la madera.
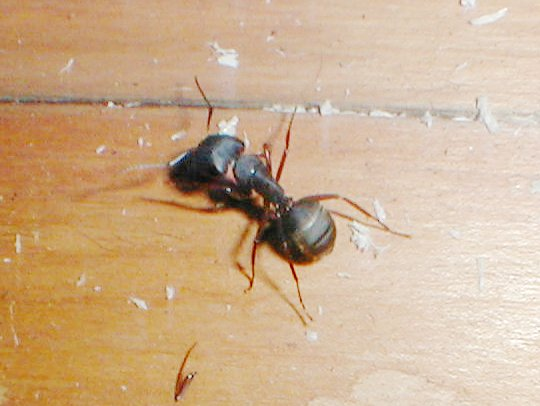
Obrera de Camponotus
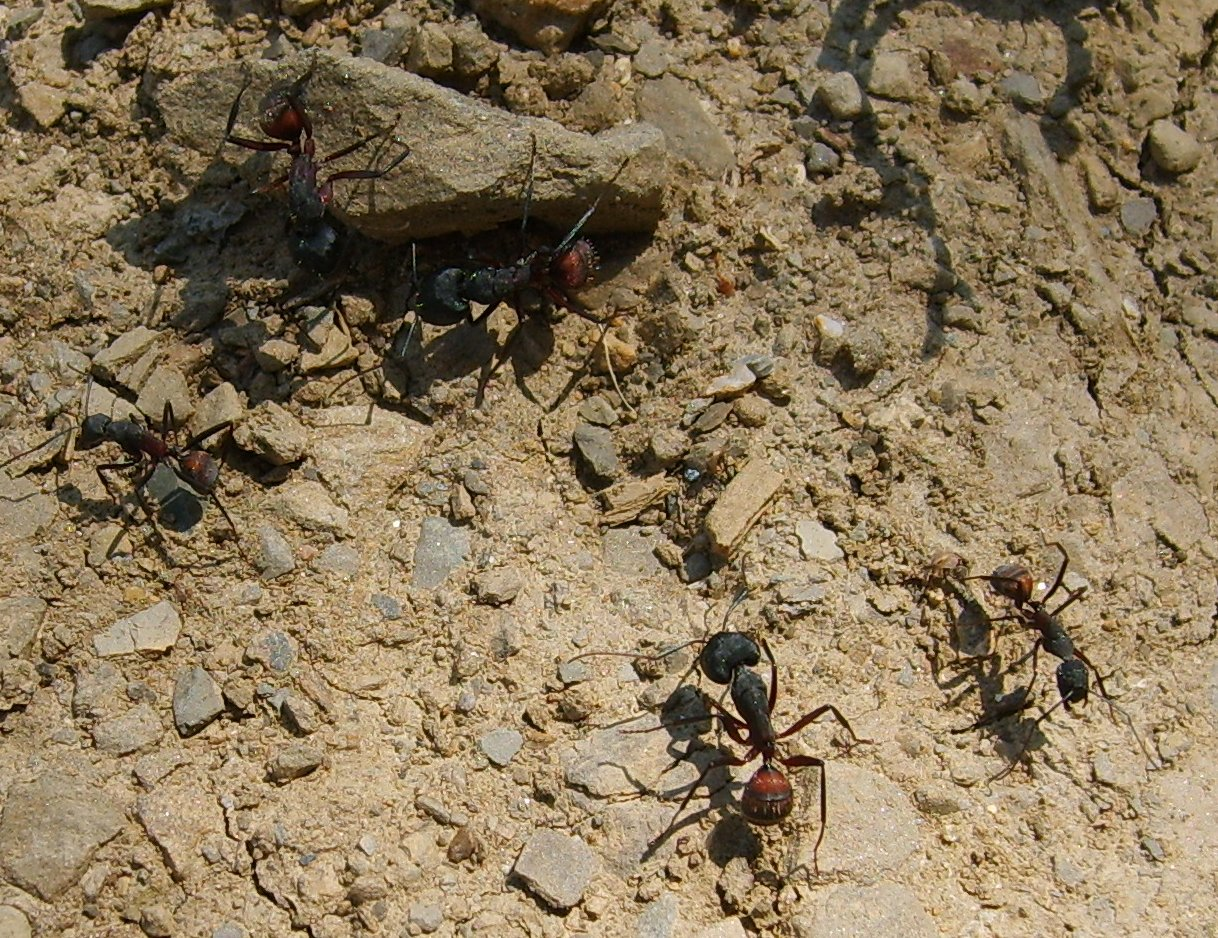
Camponotus cruentatus, una de las hormigas más grandes de Europa y común en España.

## Hormigas constructoras de tacurúes

Campo en el departamento de Rocha (Uruguay) donde pueden verse los nidos o "tacurúes".

Las hormigas constructoras de tacurúes pertenecen a la especie Camponotus punctulatus, son nativas de las zonas templadas y tropicales de Sudamérica, en el litoral argentino, Uruguay y el sur de Brasil. Como su nombre lo indica, se caracterizan por nidificar en el suelo, donde en zonas bajas e inundables con suelo con alto contenido limo-arcilloso, sus nidos, llamados "tacurú", llegan hasta los 1,65 metros de altura. Son un problema económico para los productores que ven invadidos sus predios por los tacurúes cuando son dejados en descanso ganadero, siendo un problema más grande en donde se cultivó arroz (que requiere inundación para crecer). Por eso ésta es considerada una especie colonizadora, que ocupa los espacios que quedan vacíos luego de un disturbio.

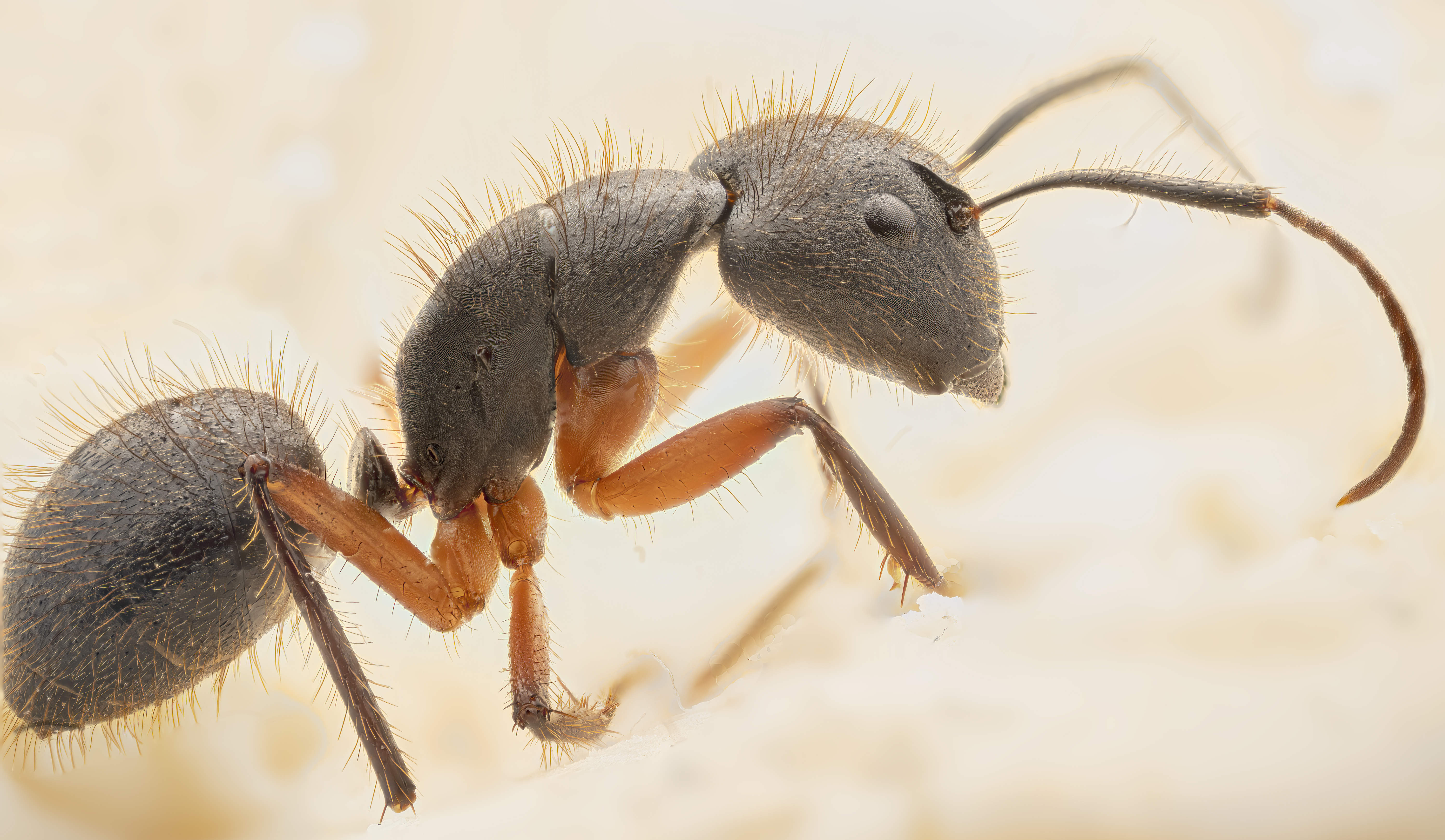
Hormiga Canopus soldado

## Enlaces externos

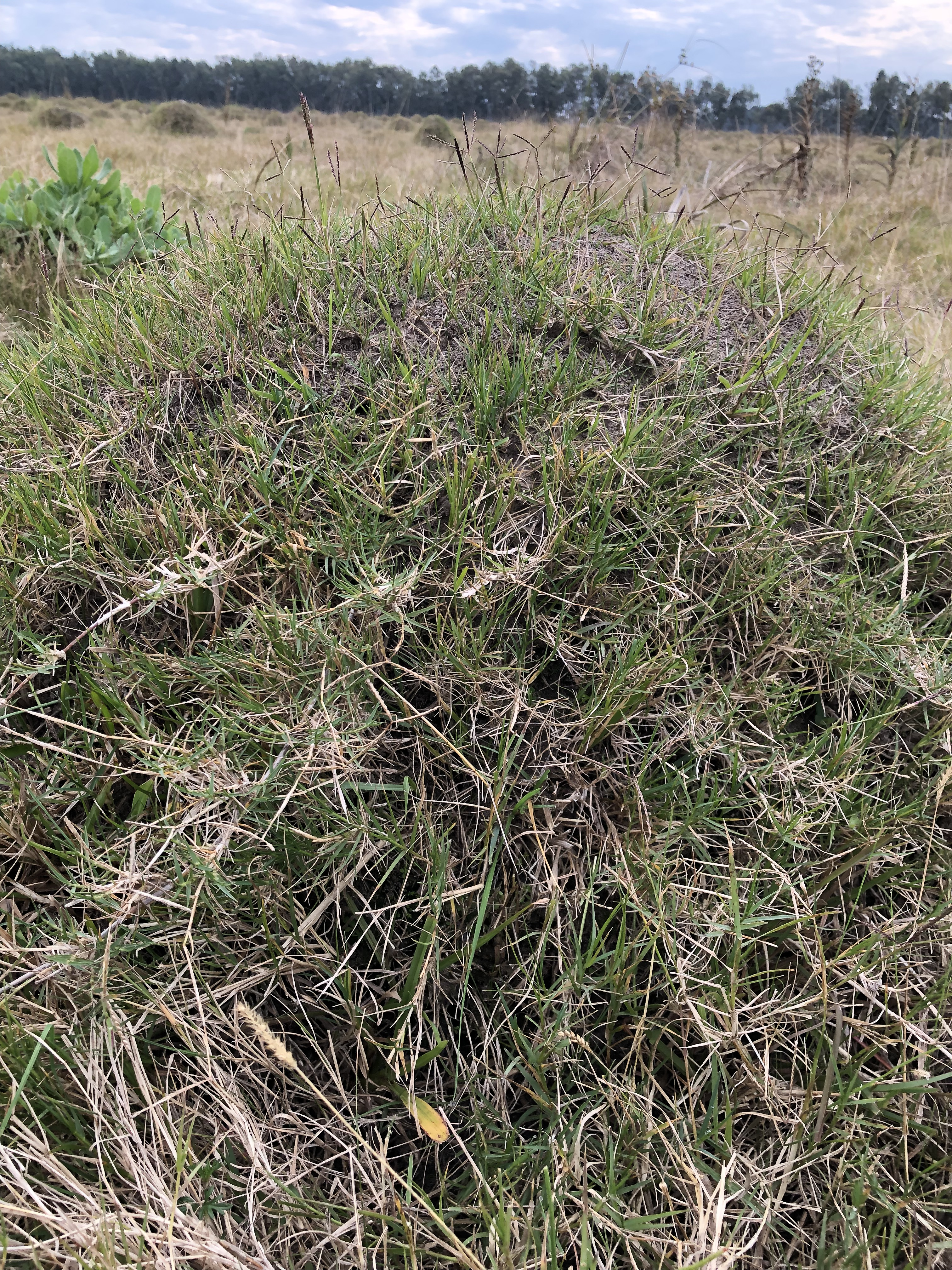
Hormiguero o "tacurú".